# 北畠具行
北畠 具行（きたばたけ ともゆき、正応3年（1290年） - 正慶元年/元弘2年6月19日（1332年7月12日））は、鎌倉時代末期の公卿。村上源氏北畠家庶流・北畠師行の次男。兄に雅行。

## 経歴
北畠家初代の北畠雅家の孫にあたり、北畠宗家4代目の北畠親房は具行の従兄弟違（従兄弟の子供）にあたる。親房と共に後醍醐天皇に仕えて、従二位権中納言に昇進する。和歌にも優れており、「君の恩寵も深かりき」と評される程の側近となった。また、親房が世良親王急死の責任を取って出家すると、宗家は幼少の顕家が継いだために、具行はその後見人となった。
元弘元年（1331年）、後醍醐天皇が倒幕計画を立てると、具行も中心的存在の一人となる。このときの計画は失敗したため、具行も鎌倉幕府軍に捕えられた（元弘の変）。翌2年（1332年）、京極高氏（佐々木道誉）により鎌倉へ護送される途中、幕府の命により近江国柏原（現在の滋賀県米原市）で処刑された。
「ばさら」と呼ばれた道誉は、公家である具行の事を嫌悪していたが、死に臨んでの具行の態度に道誉も感服し、柏原宿の徳源院に1か月ほど留め、幕府に対して助命を嘆願したが叶わず、その別れを惜しんだと伝わる。6月18日夜、2人はしばらく談笑し、翌19日具行は剃髪後に処刑されたが、処刑前に道誉に対し、丁重な扱いに感謝の言葉を述べたと伝わる。
「増鏡」によれば、辞世の歌は「消えかかる露の命の果ては見つさてもあづまの末ぞゆかしき」
墓所として、米原市柏原に貞和3年（1347年）建立の宝篋印塔が残り、「北畠具行墓」の名称で国の史跡に指定されている。

## 官歴
※日付＝旧暦
- 年月日不詳、従五位下に叙位。
- 1301年（正安3）、3月14日、右馬頭に任官。10月24日、従五位上に昇叙し、右馬頭如元。
- 1302年（正安4）、3月22日、右馬頭を止む。4月17日、左近衛少将に任官。
- 1306年（嘉元4）、1月5日、正五位下に昇叙し、左近衛少将を去る。
- 1310年（延慶3）、1月5日、従四位下に昇叙。
- 1314年（正和3）、4月12日、左近衛少将に任官。8月11日、従四位上に昇叙し、左近衛少将如元。
- 1316年（正和5）、閏10月19日、左近衛少将を辞任。
- 1318年（文保2）、3月12日、右近衛中将に任官。11月21日、正四位下に昇叙し、右近衛中将如元。
- 1319年（文保3）、某月9日、美作介を兼任。同年改元して元応元年8月9日、左近衛中将に遷任。
- 1320年（元応2）、12月29日、少納言を兼任。
- 1321年（元亨元）、8月13日、右衛門佐を兼任。
- 1322年（元亨2）、5月23日、左衛門佐に遷任。少納言如元。12月29日、少納言を辞任。
- 1323年（元亨3）、1月13日、右馬頭に遷任。左衛門佐を去る。3月29日、少納言を兼任。
- 1324年（正中元）、1月13日、摂津権守を兼任。9月2日、蔵人頭に補任。　　月日不詳、右馬頭を辞任。
- 1325年（正中2）、1月19日、左近衛中将を兼任。少納言を去る。9月9日、少納言を兼任。
- 1326年（正中3）、2月19日、参議に補任。摂津権守如元。11月4日、従三位に昇叙し、参議を辞す。　　月日不詳、摂津権守を去り、伊予権守を兼任。11月27日、参議に補任。
- 1329年（正中4）、1月5日、正三位に昇叙し、参議如元。1月13日、侍従と山城権守を兼任。
- 1330年（元徳2）、8月4日、権中納言に転任。
- 1331年（元徳3）、1月5日、従二位に昇叙し、権中納言如元。月日不詳、権中納言を辞任。
- 1332年（正慶元/元弘2）、6月19日、斬首。享年43。墓所は滋賀県米原市清滝の徳源院。
- 1915年（大正4年）、11月10日、正二位贈位。